# اره آمپوتاسیون

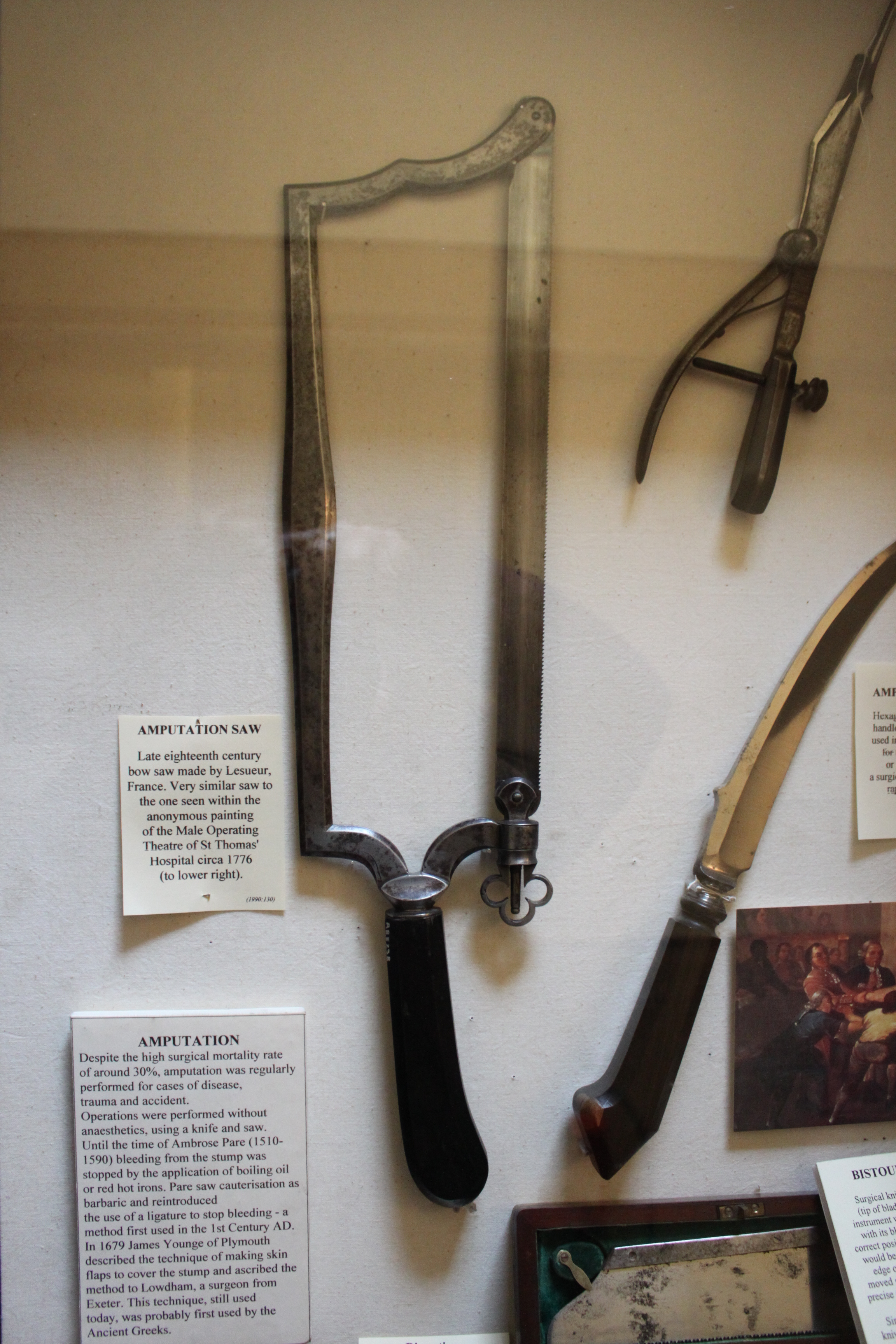

اره آمپوتاسیون (به انگلیسی: Amputation saw) جهت برش استخوان و قطع کردن عضو، که در عمل جراحی آمپوتاسیون کاربرد دارد.

## نگارخانه

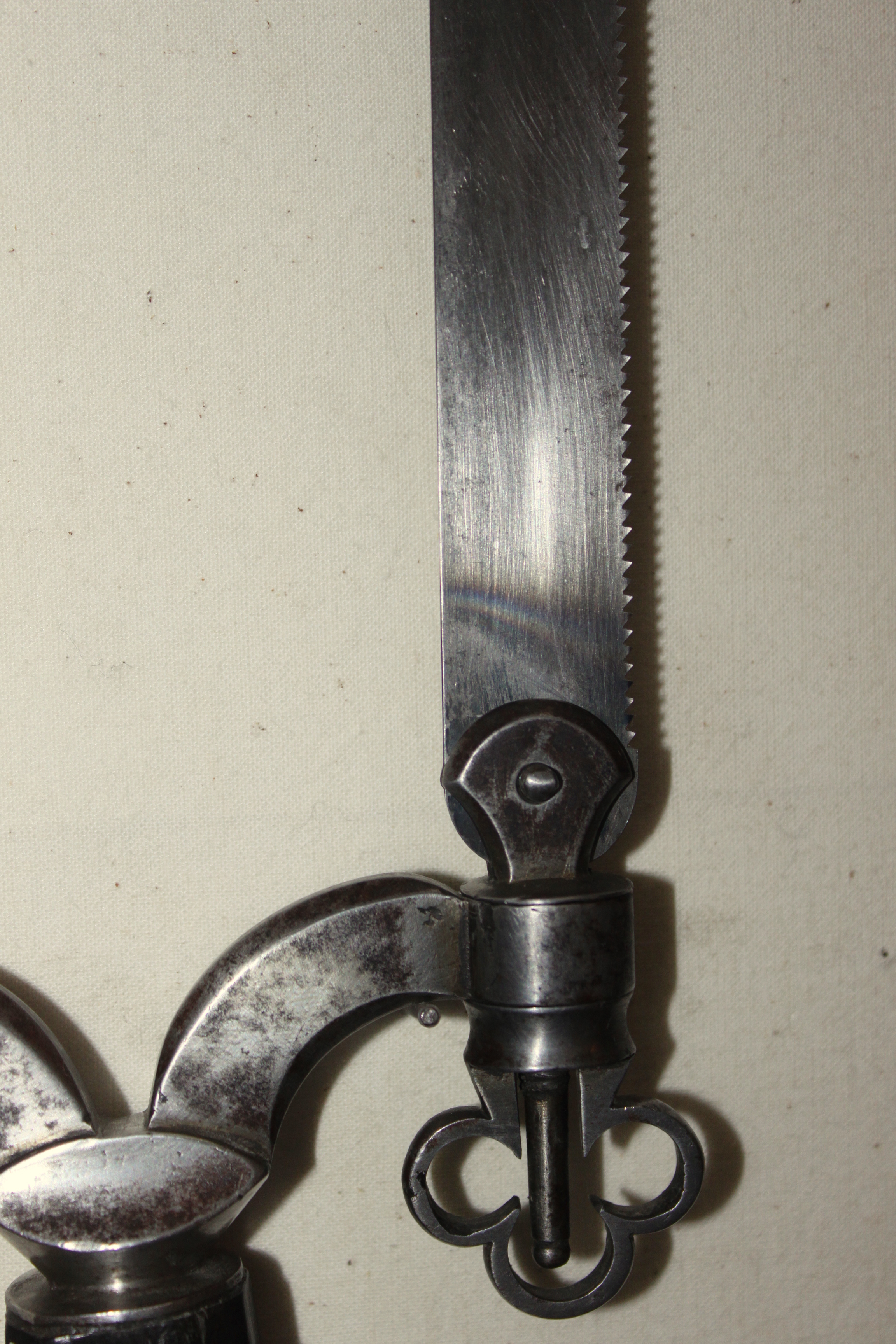